# Матиас Гинтер
Матиас Гинтер (роден на 19 януари 1994 в Марх, Баден-Вюртемберг) е германски футболист, играе като десен бек и полузащитник, и се състезава за Фрайбург.

## Клубна кариера
Гинтер започва кариерата си в местния СВ Марх, преди да за се премести в школата на Фрайбург през сезон 2005/06. С първия отбор на юношите на Фрайбург печели Купата на Германия за юноши.
През януари 2012 г. Гинтер започва да тренира с първия отбор на Фрайбург. На 21 януари 2012 г. прави професионалния си дебют, след като заменя в 70-ата минута Антон Путило в мач срещу Аугсбург. В 88-а минута вкарва победния гол в мача, след центриране на Микаел Лумб.
През сезон 2012/13 Гинтер започва да играе по-често и се превръща в титулр в отбора на Фрайбург.

## Национален отбор
Гинтер е представял Германия до 18 години, а по-късно е капитан на отбора на Германия до 19 години.

## Успехи

### Клубни
- Юношеска купа на Германия: 2011
- Световен шампион с Германия: 2014

### Индивидуални
- Златен медал „Фриц Валтер“ до 18 години: 2012